# William Demarest

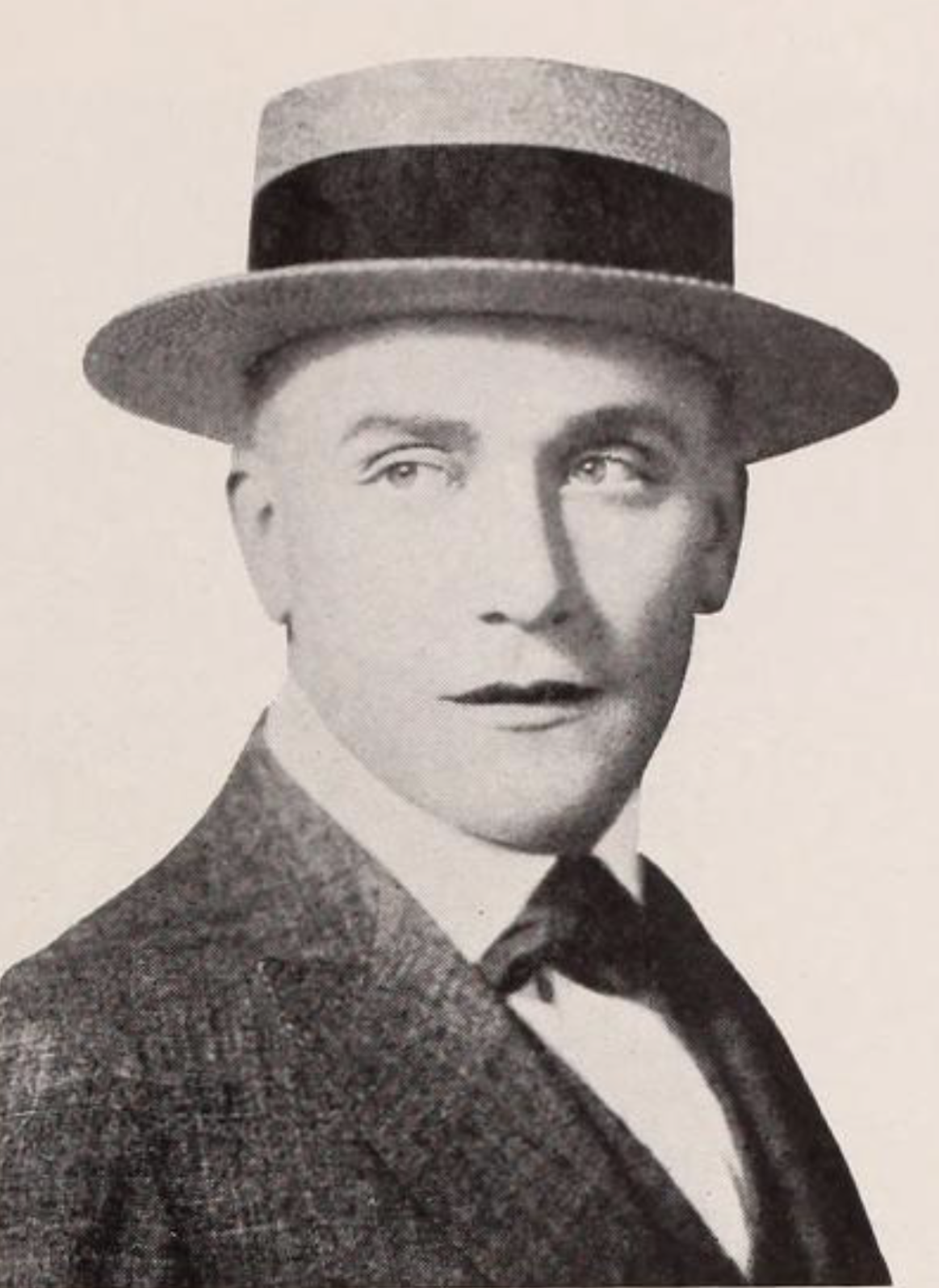
William Demarest (1923)

William Demarest (* 27. Februar 1892 in St. Paul, Minnesota; † 28. Dezember 1983 in Palm Springs, Kalifornien) war ein US-amerikanischer Filmschauspieler und Komiker, der im Laufe seiner Karriere in rund 170 Film- und Fernsehproduktionen mitwirkte. 

## Leben
Bereits früh trat William Demarest als Cellist im musikalischen Trio mit seinen beiden Brüdern George und Rubinstein auf und war als Vaudeville-Komiker in Varietés und auf Jahrmärkten vertreten. Nach einer Phase als professioneller Boxer unterzeichnete er schließlich 1926 bei Warner Brothers und wandte sich dem Film zu. 1927 wirkte er im ersten Tonfilm The Jazz Singer mit. Ab Ende der 1920er Jahre trat er am Broadway in den Musicals White Lilacs (1928–1929), Earl Carroll’s Sketch Book (1929–1930) und Earl Carroll’s Vanities (1931–1932) auf. 
Nach seiner Rückkehr zum Film war er als Darsteller grantiger und leicht irritierbarer Charaktere des Typs „raue Schale, weicher Kern“ in unzähligen Nebenrollen zu sehen. Unvergessen bleibt er vor allem dank der Werke von Preston Sturges, der ihn in seinen ersten acht Filmen einsetzte – am effektivsten in Der große McGinty, Die Falschspielerin, Sensation in Morgan’s Creek und Heil dem siegreichen Helden – und ihn als eine Art Glücksbringer betrachtete. Für seine Rolle in Der Jazzsänger wurde Demarest 1946 für einen Oscar als bester Nebendarsteller nominiert. Billy Wilder zollte ihm Tribut, indem er William Holden in Boulevard der Dämmerung seinen Namen erwähnen ließ („And there’s a great little part for Bill Demarest. One of the trainers, an oldtime player who got beaned and goes out of his head sometimes.“)
Ab 1957 war der Schauspieler verstärkt fürs Fernsehen tätig, wo er vor allem als Onkel Charley in der Serie My Three Sons Erfolg hatte, die ab 1960 lief und in der er 1965 den gesundheitlich angeschlagenen William Frawley ersetzte. Als Meine drei Söhne lief die Serie auch im deutschen Fernsehen. Seine letzte Rolle spielte er 1978 in einem Fernsehfilm. Mit seinen Hollywood-Anekdoten war Demarest bis zu seinem Tod gern gesehener Gast in Fernsehshows und starb hochbetagt im Jahr 1983 an Prostatakrebs. Er wurde im Forest Lawn Memorial Park in Glendale, Kalifornien, beigesetzt.

## Filmografie (Auswahl)
- 1926: When the Wife’s Away
- 1927: Der Jazzsänger (The Jazz Singer)
- 1928: Blaue Jungs – blonde Mädchen (A Girl in Every Port)
- 1934: Nebel über Frisco (Fog Over Frisco)
- 1935: Der elektrische Stuhl (The Murder Man)
- 1935: Diamanten-Jim (Diamond Jim)
- 1935: Liebe im Handumdrehen (Hands Across the Table)
- 1935: Nach Büroschluss (After Office Hours)
- 1936: Der große Ziegfeld (The Great Ziegfeld)
- 1936: Love on the Run
- 1936: Charlie Chan in der Oper (Charlie Chan at the Opera)
- 1937: Mein Leben in Luxus (Easy Living)
- 1938: Shirley auf Welle 303 (Rebecca of Sunnybrook Farm)
- 1939: Mr. Smith geht nach Washington (Mr. Smith Goes to Washington)
- 1940: Der große McGinty (The Great McGinty)
- 1940: Weihnachten im Juli (Christmas in July)
- 1941: Die Falschspielerin (The Lady Eve)
- 1941: Mary und der Millionär (The Devil and Miss Jones)
- 1941: Agenten der Nacht (All Through the Night)
- 1941: Sullivans Reisen (Sullivan’s Travels)
- 1942: Abbott und Costello unter Kannibalen (Pardon My Sarong)
- 1942: Johnny Doughboy
- 1942: Atemlos nach Florida (The Palm Beach Story)
- 1944: Sensation in Morgan’s Creek (The Miracle of Morgan’s Creek)
- 1944: Heil dem siegreichen Helden (Hail the Conquering Hero)
- 1944: The Great Moment
- 1945: Der Vagabund von Texas (Along Came Jones)
- 1946: Der Jazzsänger (The Jolson Story)
- 1947: Pauline, laß das Küssen sein (The Perils of Pauline)
- 1947: Mädchen für Hollywood (Variety Girl)
- 1948: Die Nacht hat tausend Augen (Night Has a Thousand Eyes)
- 1948: Der Todesverächter (Whispering Smith)
- 1949: Jolson Sings Again
- 1949: Der besiegte Geizhals (Sorrowful Jones)
- 1950: So ein Pechvogel (When Willie Comes Marching Home)
- 1950: Lach und wein mit mir (Riding High)
- 1950: Never a Dull Moment
- 1951: Beichte eines Arztes – Die erste Legion (The First Legion)
- 1951: Tödliches Pflaster Sunset Strip (The Strip)
- 1951: Gangster unter sich (Behave Yourself!)
- 1952: Flucht vor dem Feuer (The Blazing Forest)
- 1952: What Price Glory
- 1953: Verrat im Fort Bravo (Escape from Fort Bravo)
- 1953: Die Wasserprinzessin (Dangerous When Wet)
- 1955: Der Privatkrieg des Major Benson (The Private War of Major Benson)
- 1956: Der Berg der Versuchung (The Mountain)
- 1959–1960: Love and Marriage (Fernsehserie, 18 Folgen)
- 1960: Pepe – Was kann die Welt schon kosten (Pepe)
- 1961–1962: Wells Fargo (Fernsehserie, 25 Folgen)
- 1962: Der Pauker kann’s nicht lassen (Son of Flubber)
- 1963: Eine total, total verrückte Welt (It’s a Mad Mad Mad Mad World)
- 1963/1964: Bonanza (Fernsehserie, 2 Folgen)
- 1964: Tolle Nächte in Las Vegas (Viva Las Vegas)
- 1965: Alles für die Katz (That Darn Cat!)
- 1965–1972: Meine drei Söhne (My Three Sons) (Fernsehserie, 215 Folgen)
- 1976: Won Ton Ton – der Hund, der Hollywood rettete (Won Ton Ton, the Dog Who Saved Hollywood)
- 1978: The Millionaire (Fernsehfilm)